# اتیل کلروفرمات
اتیل کلروفرمات (به انگلیسی: Ethyl chloroformate) با فرمول شیمیایی C3H5ClO2 یک ترکیب شیمیایی با شناسه پاب‌کم 10928 است. که جرم مولی آن 108.52 g/mol می‌باشد. شکل ظاهری این ترکیب، مایع شفاف است.